# 8223 Бредшов
8223 Бредшов (8223 Bradshaw) — астероїд головного поясу, відкритий 6 серпня 1996 року.
Тіссеранів параметр щодо Юпітера — 3,295.